# Ferran Torres
Ferran Torres García, född 29 februari 2000 i Foios, är en spansk fotbollsspelare som spelar för Barcelona i La Liga och det spanska landslaget.

## Klubblagskarriär

### Valencia
Torres började spela fotboll för moderklubben Valencia CF när han var sex år gammal. Den 15 oktober 2016 gjorde han debut för klubbens B-lag när de möte Mallorca B i Segunda División B. 
Torres gjorde sin A-lagsdebut den 30 november 2017 när han byttes in mot Nacho Gil i ett möte mot Real Zaragoza i Copa del Rey, matchen slutade i en 4–1-vinst för Torres och hans Valencia. Debuten i La liga kom den 5 december 2017 när han fick spela de sista nio minuterna i en 2–1-förlust mot SD Eibar. Torres blev då den första spelaren född år 2000 att spela i ligan. Torres gjorde sitt första mål för klubben den 19 januari 2019 i en 2-1-vinst mot Celta Vigo. 
Torres gjorde sin debut i Champions League den 23 oktober 2018 i en 1–1-match mot Young Boys. I november 2019 gjorde han sitt första Champions League när han gjorde mål mot Lille i en 4–1-vinst.

### Manchester City
Den 4 augusti 2020 skrev Torres på ett femårskontrakt med Manchester City. Manchester City ska ha betalat Valencia cirka 236 miljoner kronor för spelaren. Klubben avslöjade senare att Torres hade ärvt tröjnummer 21 som tidigare hade burits av Citylegenden David Silva, som även han kom till Manchester City från Valencia 2010.
Torres debuterade för City i klubbens premiärmatch för säsongen då han kom in som ersättare när man vann med 3–1 mot Wolverhampton Wanderers på hemmaplan i Premier League. Den 30 september 2020 gjorde Torres sitt första mål för klubben i en 3–0-seger mot Burnley i ligacupen. 
Den 21 oktober 2020 gjorde han sin Champions League-debut med Manchester City och gjorde även ett mål i en 3–1-seger mot Porto. Bara en vecka senare startade Torres och gjorde mål igen i Champions League då man besegrade Marseille med 3–0 på hemmaplan. Han gjorde även ett mål i den andra matchen mot Marseille i gruppspelet som även den slutade med 3–0-seger för City. Detta innebar att han blev den yngsta spanska spelaren någonsin att göra tre mål på tre matcher i Champions League, 20 år och 241 dagar gammal.  Den 28 november gjorde Torres sitt första ligamål för City i en 5–0-seger mot Burnley. Den 23 januari 2021 gjorde Torres sitt första FA Cup-mål i en 3–1-bortaseger över League Two-laget Cheltenham Town i den fjärde omgången.
Han gjorde sin sista match för City den 21 september 2021 i Ligacupen mot Wycombe Wanderers. Det var även under denna match han gjorde sitt sista mål för klubben när han från passning av Phil Foden satte bollen bakom nät i den 71:e matchminuten. Matchen vann man sedan med klara 6–1.

### Barcelona
Den 28 december 2021 skrev Torres på för La Liga-klubben FC Barcelona. Klubben betalade Manchester City ungefär 55 miljoner euro (ca 564 miljoner kr) för Torres underskrift. Kontraktet sträckte sig till och med 30 juni 2027. Inskrivet i kontraktet fanns det en klausul som sade att spelaren kunde köpas ut från sitt kontrakt – för en miljard euro, tio miljarder svenska kronor.

## Statistik

### Klubblagsstatistik
| Klubb                                                      | Säsong            | Inhemsk liga       | Inhemsk liga | Inhemsk liga | Nat. täv. | Nat. täv. | Internat. täv. | Internat. täv. | Totalt | Totalt |
| Klubb                                                      | Säsong            | Serie              | SM           | Mål          | SM        | Mål       | SM             | Mål            | SM     | Mål    |
| ---------------------------------------------------------- | ----------------- | ------------------ | ------------ | ------------ | --------- | --------- | -------------- | -------------- | ------ | ------ |
| Valencia Mestalla                                          | 2016/17           | Segunda División B | 2            | 1            | 0         | 0         | 0              | 0              | 2      | 1      |
| Valencia Mestalla                                          | 2017/18           | Segunda División B | 10           | 1            | 0         | 0         | 0              | 0              | 10     | 1      |
| Valencia Mestalla                                          | Totalt i klubblag | Totalt i klubblag  | 12           | 2            | 0         | 0         | 0              | 0              | 12     | 2      |
| Valencia                                                   | 2017/18           | La Liga            | 13           | 0            | 3         | 0         | 0              | 0              | 16     | 0      |
| Valencia                                                   | 2018/19           | La Liga            | 24           | 2            | 6         | 1         | 7              | 0              | 37     | 3      |
| Valencia                                                   | 2019/20           | La Liga            | 34           | 3            | 4         | 0         | 6              | 2              | 44     | 5      |
| Valencia                                                   | Totalt i klubblag | Totalt i klubblag  | 71           | 5            | 13        | 1         | 13             | 2              | 97     | 8      |
| Manchester City                                            | 2020/21           | Premier League     | 24           | 7            | 6         | 2         | 6              | 4              | 36     | 13     |
| Manchester City                                            | 2021/22           | Premier League     | 3            | 2            | 1         | 0         | 0              | 0              | 4      | 2      |
| Manchester City                                            | Totalt i klubblag | Totalt i klubblag  | 27           | 9            | 7         | 2         | 6              | 4              | 40     | 15     |
| Antal matcher och mål är korrekt per den 10 september 2021 |                   |                    |              |              |           |           |                |                |        |        |

### Landslagsstatistik
| Spaniens landslag |         |     |
| År                | Matcher | Mål |
| 2020              | 7       | 4   |
| 2021              | 15      | 8   |
| 2022              | 9       | 1   |
| Totalt            | 31      | 13  |